# Prohormon
Als Prohormon wird ein Hormonvorläufer bezeichnet, der selbst noch keine oder kaum hormonelle Wirkung zeigt, sondern im Stoffwechsel erst zu einem Hormon umgewandelt werden muss. Solche Aktivierungen sind häufig vielfach reguliert, wodurch die Hormonwirkung für die aktuellen körperlichen Bedürfnisse vom Stoffwechsel dosiert wird.

## Beispiele
- Das Prohormon Cholecalciferol (Vitamin D3) als Vorstufe des Hormons Calcitriol.